# Cocheren
Cocheren é uma comuna francesa na região administrativa do Grande Leste, no departamento de Mosela. Estende-se por uma área de 5.62 km², e possui 3.429 habitantes, segundo o censo de 2018, com uma densidade de 610 hab/km².